# Sacit Seldüz
Sacit Seldüz (27 marzo 1923 – settembre 2018) è stato un cestista, allenatore di pallacanestro e pallavolista turco.

## Carriera

### Pallacanestro
In carriera ha giocato nel Fenerbahçe, squadra che successivamente ha allenato. Con la Turchia ha disputato due edizioni degli Europei (1949 e 1951) e le Olimpiadi del 1952.

### Pallavolo
Seldüz vestito la maglia della Nazionale di pallavolo maschile della Turchia, esordendo nel 1953 in occasione del primo incontro internazionale della squadra, perso 3-0 contro la Jugoslavia.